# Pegomya canariensis
Pegomya canariensis är en tvåvingeart som beskrevs av Verner Michelsen 1985. Pegomya canariensis ingår i släktet Pegomya och familjen blomsterflugor. Inga underarter finns listade i Catalogue of Life.